# Everard des Barres
Everard des Barres (... – 1174) è stato un militare francese, Gran maestro dell'Ordine templare dal 1147 al 1151.

## Biografia
Everard apparteneva alla dinastia di Barres, e fu zio del cavaliere Guglielmo II.
Come Precettore dei Templari in Francia dal 1143, fu uno dei più alti dignitari dell'Ordine quando Robert de Craon morì nel 1147. Egli venne scelto come suo successore e venne presto eletto; egli accompagnò Luigi VII di Francia nella seconda crociata, e fu tra coloro che vennero mandati a Costantinopoli prima dell'arrivo di Luigi, in avanscoperta. Egli successivamente salvò il re Luigi durante la battaglia di Pisidia contro i turchi selgiuchidi.
Secondo le cronache di Odo di Deuil, Everard era estremamente pio e valoroso ed in particolare sembra aver avuto una grande influenza sul re Luigi di Francia, in particolare dopo gli avvenimenti descritti. Dopo il fallimento nell'assedio di Damasco nel 1148, Luigi ritornò in Francia, seguito da Everard, che venne incaricato della salvaguardia del tesoro reale. I Templari di Everard rimasero in Terra santa a difendere Gerusalemme dagli attacchi turchi del 1149.
Ritornato in Francia, Everard abdicò ufficialmente nel 1151 e divenne monaco a Clairvaux, malgrado la protesta dei Templari (formalmente l'abdicazione era stata proposta già dalla partenza dalla Terrasanta, nel 1149). A lui succedette Bernard de Tremelay. 
De Barres morì nel 1174.